# Соединение пяти октаэдров
Соединение пяти октаэдров — вторая звёздчатая форма икосаэдра. Выпуклая оболочка этой звезды — икосододекаэдр.

## Как звёздчатая форма
Это вторая звёздчатая форма икосаэдра. Соединение пяти октаэдров состоит из граней второго отсека. Эти грани —соединения из двух треугольников. Из-за того, что грани — соединения из многоугольников, граней у этого многогранника не 5 • 8 = 40, а 20.